# Јенћепинг
Јенћепинг (швед. Jönköping) је један од великих градова у Шведској, у јужном делу државе. Град је у оквиру Јенћепиншког округа и његово је управно седиште и највећи град. Јенћепинг је истовремено и седиште истоимене општине.
Јенћепинг је данас познат као град у коме је настало велико предузеће "Хускварна".

## Природни услови
Град Јенћепинг се налази у јужном делу Шведске и Скандинавског полуострва. Од главног града државе, Стокхолма, град је удаљен 320 км југозападно.
Рељеф: Јенћепинг се развио на јужном крају другог по величини шведског језера Ветерн. Старо градско језеро се образовало на месту на превлаци између Венерна и малог језера Мункшен. Градско подручје је брдовито, а надморска висина се креће 90-200 м.
Клима у Јенћепингу је континентална са утицајем мора и крајњих огранака Голфске струје. Стога су зиме блаже, а лета свежија у односу на дату географску ширину.
Воде: Јенћепинг се развио на јужном крају другог по величини шведског језера Ветерн. Старо градско језеро се образовало на месту на превлаци између Венерна и малог језера Мункшен.

## Историја
Подручје Јенћепинга било је насељено још у време праисторије. Прво стално насеље на датом подручју јавља се у раном средњем веку. Како се насеље налазило на средокраћи путева оно се убрзо развило у значајније насеље, па је 1284. године добило градска права, као једно од првих у држави.
Све до споразума у Роскилдеу 1658. године ово подручје је било честа мета напада Данаца, па је доживео више пожара.
У другој половини 19. века, са доласком индустрије и железнице, Јенћепинг доживљава препород. Ово благостање траје и дан-данас.

## Становништво
Јенћепинг је данас град средње величине за шведске услове. Град има око 89.000 становника (податак из 2010. г.), а градско подручје, тј. истоимена општина има око 128.000 становника (податак из 2012. г.). Последњих деценија број становника у граду лагано, али сигурно расте.
До средине 20. века Јенћепинг су насељавали искључиво етнички Швеђани. Међутим, са јачањем усељавања у Шведску, становништво града је постало шароликије.

## Привреда
Данас је Јенћепинг савремени град са посебно развијеном индустријом (машинска, обрада дрвета, производња намештаја). Последње две деценије посебно се развијају трговина, услуге и туризам.
Најважнији привредни догађај у граду је сајам шумарства, Елмија, највећи такве врсте у свету.

## Галерија
- Снимак града из ваздуха
- Градско приобаље
- Јенћепиншка саборна црква, Црква свете Софије
- Градска кућа Јенћепинга